# .cn
.cn je národní doména nejvyššího řádu Čínské lidové republiky. Doménu spravuje oddělení Ministerstva informatiky. Toto ministerstvo má na starosti vše od telekomunikací po rozhlasové a televizní vysílání. Registr spravuje China Internet Network Information Center (CNNIC), registrace domén je možná přes akreditované registrátory.
.cn je nejoblíbenější národní doména, po .com je druhá v počtu registrovaných domén.

## Domény druhé úrovně
Je možné registrovat přímo domény druhé úrovně, kromě toho byly vytvořeny domény pro registraci jmen třetí úrovně pro různé obory a geografické lokace. Registrace na třetí úrovni byla k dispozici ještě předtím, než bylo v roce 2004 umožněno registrovat domény na úrovni druhé. Vlastníci doménových jmen třetí úrovně pak měli přednostní práva na získání odpovídající domény druhé úrovně.

### Generické domény druhé úrovně
| .ac.cn  | Akademické a vědecké instituce |
| .com.cn | Komerční instituce             |
| .edu.cn | Vzdělávací instituce           |
| .gov.cn | Státní správa                  |
| .net.cn | Internetové organizace         |
| .org.cn | Ostatní organizace             |

### Domény druhé úrovně provincií
| .ah.cn | An-chuej          |
| .bj.cn | Peking            |
| .cq.cn | Čchung-čching     |
| .fj.cn | Fu-ťien           |
| .gd.cn | Kuang-tung        |
| .gs.cn | Kan-su            |
| .gz.cn | Kuej-čou          |
| .gx.cn | Kuang-si          |
| .ha.cn | Chaj-nan          |
| .hb.cn | Che-pej           |
| .he.cn | Che-nan           |
| .hi.cn | Chu-pej           |
| .hl.cn | Chej-lung-ťiang   |
| .hn.cn | Chu-nan           |
| .jl.cn | Ťi-lin            |
| .js.cn | Ťiang-su          |
| .jx.cn | Ťiang-si          |
| .ln.cn | Liao-ning         |
| .nm.cn | Vnitřní Mongolsko |
| .nx.cn | Ning-sia          |
| .qh.cn | Čching-chaj       |
| .sc.cn | S’-čchuan         |
| .sd.cn | Šan-tung          |
| .sh.cn | Šanghaj           |
| .sn.cn | Šen-si            |
| .sx.cn | Šan-si            |
| .tj.cn | Tchien-ťin        |
| .xj.cn | Sin-ťiang         |
| .xz.cn | Tibet             |
| .yn.cn | Jün-nan           |
| .zj.cn | Če-ťiang          |

Doménová jména druhé úrovně mohou obsahovat čínské znaky (IDN).
Kromě toho zavedl CNNIC možnost registrací na doménách .公司 (.com v čínštině), .网络 (.net v čínštině) a .中国 (.china v čínštině). Tyto domény však nejsou podporované společností ICANN a jsou k dispozici pouze u lokálních registrátorů.